# キャム・レディッシュ
キャメロン・イライジャ・レディッシュ（Cameron Elijah Reddish, 1999年9月1日 - ）は、アメリカ合衆国ペンシルベニア州ノリスタウン出身のプロバスケットボール選手。2024-2025シーズンまでNBAのロサンゼルス・レイカーズに所属していた。ポジションはスモールフォワード。

## 経歴

### カレッジ
デューク大学に1年間在籍し、ザイオン・ウィリアムソン、RJ・バレットらと共に活躍した。2019年のNBAドラフトへのアーリーエントリーを表明した。

### アトランタ・ホークス
ドラフト1巡目全体10位でアトランタ・ホークスに指名されて入団した。1年目の2019-20シーズン、2019年10月24日のデトロイト・ピストンズとの開幕戦でデビューし、1得点、7リバウンド、1アシスト、1スティールを記録し117-100で勝利した。2020年3月6日のワシントン・ウィザーズ戦で自己最多の28得点を記録した。このシーズンは58試合（先発34試合）に平均26.7分の出場で、10.5得点、3.7リバウンド、1.5アシスト、1.1スティール、0.5ブロックなどを記録した。
2020-21シーズンは故障の影響で26試合に留まったが、チームはプレーオフに出場してカンファレンス決勝まで勝ち上がり、ミルウォーキー・バックスとの第6戦では21得点を記録。試合後にヘッドコーチのネイト・マクミランはレディッシュをかつての教え子であるポール・ジョージと比較して称賛した。

### ニューヨーク・ニックス
2022年1月13日にケビン・ノックスとドラフト1巡目指名権とのトレードで、ソロモン・ヒルとドラフト2巡目指名権と共にニューヨーク・ニックスへ移籍した。

### ポートランド・トレイルブレイザーズ
2023年2月9日にジョシュ・ハートとのトレードで、ライアン・アーチディアコノ、スヴィヤトスラフ・ミハイリュク、プロテクト付きドラフト1巡目指名権と共にポートランド・トレイルブレイザーズへ移籍した。

### ロサンゼルス・レイカーズ
2023年7月6日にロサンゼルス・レイカーズと2年契約を結んだ。
2025年2月6日にマーク・ウィリアムズとのトレードで、ダルトン・コネクト、ドラフト1巡目指名権、1巡目指名交換権と共にシャーロット・ホーネッツへ移籍した。しかし、9日にトレードが取り消しとなった。
2025年3月27日にジョーダン・グッドウィン本契約のためのロスター枠確保のために解雇された。

## 個人成績

### NBA

#### レギュラーシーズン
| シーズン | チーム | GP  | GS  | MPG  | FG%  | 3P%  | FT%  | RPG | APG | SPG | BPG | PPG  |
| -------- | ------ | --- | --- | ---- | ---- | ---- | ---- | --- | --- | --- | --- | ---- |
| 2019–20  | ATL    | 58  | 34  | 26.7 | .384 | .332 | .802 | 3.7 | 1.5 | 1.1 | .5  | 10.5 |
| 2020–21  | ATL    | 26  | 21  | 28.8 | .365 | .262 | .817 | 4.0 | 1.3 | 1.3 | .3  | 11.3 |
| 2021–22  | ATL    | 34  | 7   | 23.4 | .402 | .379 | .900 | 2.5 | 1.1 | 1.0 | .3  | 11.9 |
| 2021–22  | NYK    | 15  | 0   | 14.3 | .415 | .258 | .906 | 1.4 | .7  | .8  | .3  | 6.1  |
| 2022–23  | NYK    | 20  | 8   | 21.9 | .449 | .304 | .879 | 1.6 | 1.0 | .8  | .4  | 8.4  |
| 2022–23  | POR    | 20  | 12  | 27.6 | .443 | .318 | .833 | 2.9 | 1.9 | 1.2 | .3  | 11.0 |
| 2023–24  | LAL    | 48  | 26  | 20.5 | .389 | .336 | .759 | 2.1 | 1.0 | 1.0 | .3  | 5.4  |
| 通算     | 通算   | 221 | 108 | 23.9 | .398 | .322 | .833 | 2.8 | 1.2 | 1.0 | .4  | 9.3  |

#### プレーオフ
| シーズン | チーム | GP | GS | MPG  | FG%  | 3P%  | FT%  | RPG | APG | SPG | BPG | PPG  |
| -------- | ------ | -- | -- | ---- | ---- | ---- | ---- | --- | --- | --- | --- | ---- |
| 2021     | ATL    | 4  | 0  | 23.0 | .528 | .643 | .800 | 3.5 | 1.8 | 1.5 | .5  | 12.8 |
| 通算     | 通算   | 4  | 0  | 23.0 | .528 | .643 | .800 | 3.5 | 1.8 | 1.5 | .5  | 12.8 |

### カレッジ
| シーズン | チーム   | GP | GS | MPG  | FG%  | 3P%  | FT%  | RPG | APG | SPG | BPG | PPG  |
| -------- | -------- | -- | -- | ---- | ---- | ---- | ---- | --- | --- | --- | --- | ---- |
| 2018–19  | デューク | 36 | 35 | 29.7 | .356 | .333 | .772 | 3.7 | 1.9 | 1.6 | .6  | 13.5 |